# Hraniční přechod Harrachov–Jakuszyce
Hraniční přechod Harrachov–Jakuszyce (polsky Przejście graniczne Jakuszyce–Harrachov) je bývalý silniční hraniční přechod na česko-polské státní hranici na hraničním úseku IV/48/19 - IV/49 mezi českým městem Harrachov (okres Jablonec nad Nisou, Liberecký kraj) a polskými Jakuszycemi (část obce Szklarska Poręba, Krkonoše, Dolnoslezské vojvodství). Přechod leží v nadmořské výšce 846 m n. m. na silnici I/10 a Evropské silnici E65; za hranicí pokračuje polská silnice č. 3. Před zrušením byl určen pro pěší, cyklisty, motocykly, osobní automobily, autobusy a nákladní automobily.
Hraniční přechod byl zrušen při vstupu České republiky do Schengenského prostoru v roce 2007. V případě dočasného znovuzavedení ochrany vnitřních hranic je provoz na hraničním přechodu upraven Sdělením Ministerstva vnitra č. 395/2021 Sb.